# 永倉仁八
永倉 仁八（ながくら じんぱち、11月19日 - ）は日本の男性声優。主にアダルトゲームに出演している。

## 出演作品

### ゲーム

#### 2003年
- がくパラ!! GAKUEN PARADISE!!（井上 青児）

#### 2004年
- Yin-Yang! X Change Alternative（榊 冬弥）
- North Wind（松倉 宗佑）
- Like Life

#### 2005年
- 性愛学園 ふぇち科
- 尽くしてあげちゃう5 〜求める乙女たち〜（渋谷 孝弘）
- North Wind 〜永遠の約束〜（松倉 宗佑）
- ひめしょ!（トワノアキヒト）
- Blaze of DestinyIII -The tears of the blue sea-（アルフレッド カセル）
- PurexCure（尾根山 巌太）

#### 2006年
- あまなつ 〜あるまなつのはじめてのお話〜（pozzoの店長）
- CROSS FIRE（白柳 由宇太）
- 故郷の詩（パク）
- とらぶるっ!（佐々木 亮太）
- 鳳凰戦姫 舞夢（赤兜）
- 麻雀 英雄x魔王（ナグマ、ユーベル）
- 萌えろDownhill Night 2（愛川 周二、沢木 昌明）

#### 2007年
- お嬢様の為に鐘は鳴る（アルフレッド守崎）[2]
- STEP x STEADY
- ソルティアンジュ魔法倶楽部（国津 幹久）
- 飛ぶ山羊はさかさまの木の夢を見るか（柳田 龍介、吉崎 大樹）
- とらいあんぐるBLUE（佐々木 亮太）
- ドラクリウス（函南 修司）
- ひとゆめ（高瀬川 朝男）
- めいくるッ! 〜Welcome to Happy Maid Life!!〜（藤間 陣）

#### 2008年
- 吸血奇譚 ムーンタイズ（函南 修司）
- 残暑お見舞い申し上げます。 〜君と過ごしたあの日と今と〜（宮ヶ瀬 浩平）
- 汁だく接待 おかわり三杯目 〜淫惑、性感開発エステ編〜（スマイリー勃起、狭間）
- HimeのちHoney（マイケル）
- 魔法の少女 シルキーリップ ～三人の女王候補～（猿留 宗彦）
- Maple Colors 2（工藤 肇）
- やみツキ!（久保田 仁）
- ラッキー×クロス（檜山 健輔）

#### 2009年
- アトリの空と真鍮の月（湊 忠寿）
- 恋文ロマンチカ（尾根山 厳太、スギシタ、ホール長、楼主）
- さくらテイル -the tale of cherry blossoms septet-（日下部 清貴）
- スズノネセブン!（代官山 十四郎）
- Piaキャロットへようこそ!!4（福川 春雅）
- 夢みる恋の結びかた（桐原 大樹）[3]

#### 2010年
- あまつみそらに!（観崎 義久）
- かしましコミュニケーション（スラン・ディスインテクグレート）
- 魔界天使ジブリール4（ナレーション）

#### 2011年
- カミカゼ☆エクスプローラー!（柿崎）
- Sweet Robin Girl（ヒューゴ、ロナルド、マシュー）
- 大帝国（田中 雷蔵）
- たいせつなきみのために、ぼくにできるいちばんのこと（八坂 隼人）[4]
- 初恋予報。（和布蕉 聡）
- 制服天使（柏木 康平）[5]
- 恋愛0キロメートル（矢崎 雅人）[6]

#### 2012年
- アステリズム -Astraythem-（桜塚 白雲）[7]
- むりやり!?オトメDAYS（神崎 春彦）[8]
- 水月 弐 〜追憶〜（波多野 景一）

#### 2014年
- サキガケ⇒ジェネレーション!（J.D.）

### ドラマCD
- Sugar+Spice!（新木 和真）